# Trichocirca tyrota
Trichocirca tyrota is een vlinder uit de familie glittermotten (Choreutidae). De wetenschappelijke naam van deze soort is voor het eerst geldig gepubliceerd in 1920 door Meyrick.
De soort komt voor in tropisch Afrika.